# Diếp dại
Diếp dại hay diếp hoang, diếp trời, bồ cóc, bồ công anh mũi mác, mót mét, mũi mác, rau mũi cày (danh pháp hai phần: Lactuca indica) là một loài cây thân thảo thuộc họ Cúc (Asteraceae), sống một năm hoặc hai năm.

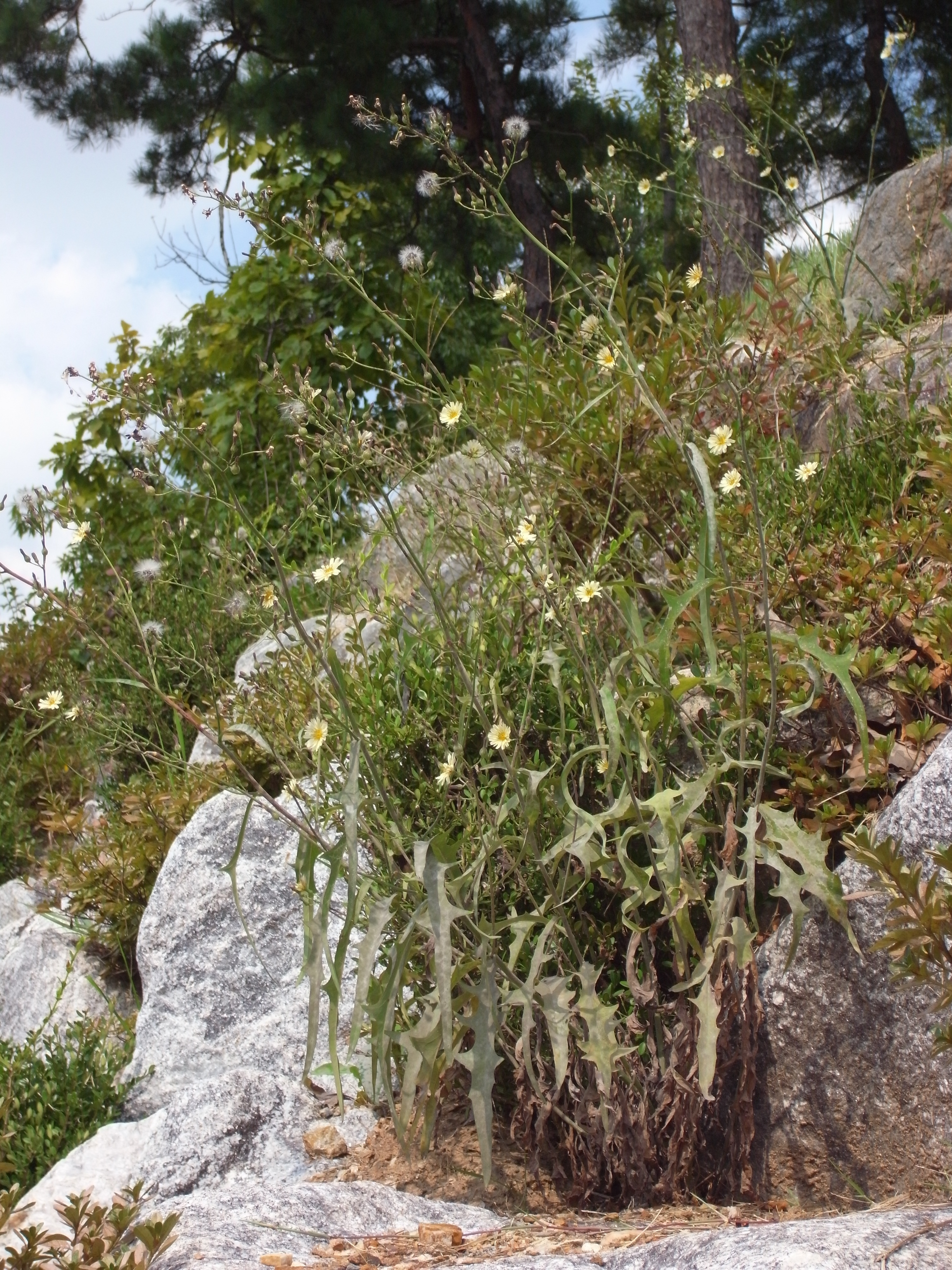

## Mô tả
Thân không lông, cao 60 – 200 cm, thân thường đơn hoặc chẻ nhánh ở phần trên. Các lá phía dưới không lông, lá đơn mọc cách. Phiến lá thuôn dài hoặc dạng hình mũi mác, kích thước phiến lá dài từ 13 – 25 cm, rộng từ 1,5–11 cm, đầu lá nhọn, đuôi lá hình nêm hoặc men cuống, cuống lá thường ngắn hoặc men cuống tới tận nách lá. Mép lá nguyên hoặc xẻ thùy hoặc có răng cưa thô to. Mặt trên phiến lá màu xanh lục, mặt dưới xanh xám. Các lá mọc ở phía trên gần đỉnh ngọn sinh hoa thường trên nhỏ hơn và thẳng. Hoa mọc ở đầu ngọn, đầu cành. Hoa tự hình chùy, đầu cụm hoa rộng khoảng 2 cm; cuống dài 10 – 25mm, mọc thẳng. Tổng bao hình trụ, kích thước chùm hoa thường cao 10–13 cm, rộng 5 – 6mm, các lá bắc không lông, màu tía, các lá ngoài hình trứng, dài 2–3 mm, các lá trong hình trứng-mũi mác, các lá bắc tận trong cùng khoảng 8, hình mũi mác. Hoa tự thường có 21-27 bông, màu vàng nhạt, kích thước hoa 12 – 13mm, rộng mm. Quả bế hình elip, phẳng, màu đen, kích thước quả dài 4-4,5mm, rộng 2,3mm; mỏ quả dài 1 - 1,5mm. Mào lông màu trắng gắn liền quả dài 7–8 mm. Bồ công anh có số nhiễm sắc thể 2n = 18 (Peng & Hsu, 1978).

## Thành phần hóa học
Diếp dại chứa nhiều sắt (tương đương với lượng sắt tìm thấy trong rau dền),vitamin C, vitamin B vitamin A cao và nhiều nguyên tố vi lương khác như Magiê, calci, natri…

## Phân bố
Đông Nam Á, Ấn Độ, đông Siberia, Nhật Bản và miền nam Trung Quốc, Đài Loan, miền bắc Việt Nam. Thường mọc hoang dại ven đường, các sườn đồi nhiều nắng, ở nhiệt độ cao tới nhiệt độ thấp. Có hai dạng là indivisa (được trồng với lá thẳng-mũi mác, không xẻ thùy) và runcinata với lá thuôn dài, xẻ thùy sâu hình lông chim.

## Sử dụng
Tại Việt Nam, diếp dại là một vị thuốc dân gian để chữa bệnh sưng vú, tắc tia sữa, mụn nhọt đang sưng mủ, hay bị mụn nhọt, đinh râu. Còn dùng uống trong chữa bệnh đau dạ dày, ăn uống kém tiêu.

## Trang trí
Cây diếp dại thường dùng để trang trí trong nhà